# William Dongois
 (décembre 2020).
William Dongois (né à Langres) est un cornettiste français.

## Biographie
William Dongois est né à Langres mais a grandi à Reims. Fils de trompettiste amateur, il commence le clairon vers sept ou huit ans dans un brass band pour jeunes nommé « La Fanfare des Cadets des Sapeurs Pompiers de Reims ». Il passe à la trompette à l'âge d'environ 10 ans, qu'il étudie avec André Kemblinsky au conservatoire, duquel il sort à 16 ans. Après un arrêt d'un an pour des raisons personnelles, Dongois entre au Conservatoire national de Paris dans la classe de Pierre Thibault. Il a des soucis d'embouchures et voit alors plusieurs professeurs dont Jean-Jacques Greffin à Marseille, qu'il considère comme « son sauveur ». Il 'est initié au cornet avec Jean-Pierre Canihac puis Bruce Dickey à la Schola Cantorum Basiliensis ;  avec Jordi Savall pour la musique d'ensemble..
Il enseigne le cornet et l’improvisation lors de nombreux stages et master classes et est professeur titulaire de la classe de cornet à la Haute École de musique de Genève .

## Discographie
- Le Concert Brisé, La Fontegara, Ricercar, 2018
- Le Concert Brisé, The Art of Heinrich Scheidemann, Accent, 2016.
- Le Concert Brisé, Antonio Bertali : Sonatas, Accent.
- Le Concert Brisé, Venetian Art 1600, The new instrumental style by G.B. Fontana & G.B. Buonamente, Accent.
- Le Concert Brisé, Style fantastique, Carpe Diem, 2010.
- Le Concert Brisé, Anchor, ancor..., Chordis et Organo (hors commerce).
- Le Concert Brisé, Dietrich Buxtehude : Music for cornett, 2006.
- Le Concert Brisé, L'Âge d'or du cornet à bouquin, Accent, 2006.
- Le Concert Brisé, Musique transalpine à la cour de Louis XIV, Carpe Diem, 2003.
- Le Concert Brisé, La Golferamma, Accent, 2002.
- Le Concert Brisé, La barca d'amore, 1998.